# Evan Nepean

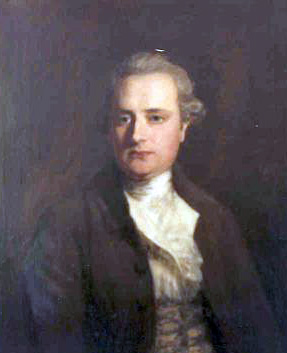
Sir Evan Nepean

Sir Evan Nepean, 1. Baronet PC (* 9. Juli 1751 in St. Stephens, Cornwall; † 2. Oktober 1822 in Dorset) war ein britischer Kolonialbeamter und Politiker.

## Frühe Jahre bei der Navy
Im Dezember 1773 trat Evan Nepean in die Royal Navy ein und diente zunächst auf der HMS Boyne als Sekretär des Kapitäns. 1775 wurde er zum Zahlmeister befördert. Während des Amerikanischen Unabhängigkeitskriegs war er 1776 in Boston Sekretär von Admiral Molyneux Shuldham und nochmals von (1777–1778) in Plymouth. Von 1780 bis 1782 war er unter Kapitän John Jervis Zahlmeister auf der HMS Foudroyant.

## Politische Laufbahn
1782, im Alter von 29 Jahren, wurde Nepean zum ständigen Under-Secretary of State for the Home Department, sein erstes öffentliches Amt in einer Reihe von mehreren. Das Department war von 1782 bis 1801 auch für Kolonialpolitik zuständig, und Nepean insbesondere betreute die kanadischen Angelegenheiten.
Diese befanden sich damals in einer schwierigen Phase, denn der Amerikanische Unabhängigkeitskrieg endete 1783, und die Grenze zwischen Kanada und den Vereinigten Staaten war noch nicht festgelegt. Zudem fühlte sich die englischsprachige Minderheit in Québec, das französische Gesetze und Institutionen hatte und mehrheitlich katholisch war, nicht repräsentiert. Die Loyalisten, die nach dem Unabhängigkeitskrieg nach Norden geflohen waren, mussten versorgt werden und in neuen Gebieten siedeln, das 1783 den Indianern „abgekauft“ wurde. Nepean musste alle diese Probleme lösen und bereitete den Canada Act von 1782 vor, wonach die Provinz Kanada in zwei Provinzen aufgeteilt wurde, jede mit einem eigenen Parlament. Mit Beginn der Französischen Revolution 1793 vervielfachten sich Nepeans Pflichten, und ein englischer Geschäftsmann, der Handel mit Kanada trieb, schrieb, dass „unser Freund Nepean“ derartig beschäftigt sei, „dass es einen manchmal mit Schwermut erfüllt ihn zu sehen [...] fast die ganze Bürde des offiziellen Geschäfts liegt nun auf seinen Schultern“ (engl. „so occupied that it is melancholy at times to see him […] almost the whole official business is now thrown upon his shoulders“).
Nepean war überarbeitet und kränkelte, so dass er immer wieder Urlaub nehmen musste, um sich zu erholen. Sein Kollege William Huskisson bewunderte ihn für „seine nicht weniger anerkennswerte unermüdliche Aufmerksamkeit in seinen Aufgaben als für sein aufrechtes und ehrenwertes Verhalten“ (engl. „no less remarkable for his indefatigable attention to business than for his upright and honorable conduct“).
1795 wurde Evan Nepean Secretary of the Admiralty, ein ebenso turbulentes Amt, da die Royal Navy eine wichtige Rolle in den Koalitionskriegen spielte. Er arbeitete auch wieder als Sekretär für John Jervis, mit dem ihn eine enge Freundschaft verband.
Von 1796 bis 1802 war er Abgeordneter für das Borough Queenborough und von 1802 bis 1812 für das Borough Bridport im britischen House of Lords. 1802 wurde ihm der erbliche Titel Baronet, of Bothenhampton in the County of Dorset, verliehen und er in das Privy Council berufen.
1804 bekleidete Nepean für kurze Zeit das Amt des Chief Secretary for Ireland und wurde in dieser Zeit Ehrenbürger von Dublin. Von 1812 bis 1819 war er Gouverneur von Bombay. Während er sich in Indien aufhielt, entwickelte er ein großes Interesse für Flora und Fauna und sandte Schößlinge und Samen an seine Freunde in England. 1822 wurde er zum Sheriff von Dorset und zum Fellow der Royal Society ernannt, starb aber noch im selben Jahr.

## Familie
Evan Nepean war der zweite von drei Söhnen von Nicholas Nepean und dessen Frau Margaret. Sein Vater stammte aus Cornwall, seine Mutter aus Südwales. Der Familienname leitet sich wahrscheinlich von dem Dorf Nanpean ab.
Nepean war mit Margaret Skinner verheiratet; das Paar hatte vier Söhne und eine Tochter. Ein Nachfahre von ihm ist der Schauspieler Hugh Grant.

## Nach Nepean benannt
Folgende Orte sind nach Evan Nepean benannt:
- Die frühere Stadt Nepean, Ontario, Kanada, heute ein Stadtteil von Ottawa. Dort befindet sich das Nepean Museum, das sich auch mit der Biografie von Evan Nepean beschäftigt.
- Die Nepean Road und Nepean Sea Road in Mumbai, Indien.
- Das Kap Point Nepean und davon abgeleitet der Point-Nepean-Nationalpark in Australien.
- Der Nepean River und der dazugehörige Lake Nepean im Upper-Nepean-System in Australien.

Orte mit dem Namen Nepean im Pazifik und Australien sind wahrscheinlich nach Nepeans jüngerem Bruder Nicholas benannt, einem Offizier der Navy.